# Sophia Di Martino
Sophia Di Martino (Nottingham, 15 novembre 1983) è un'attrice inglese.

## Carriera
Sophia Di Martino è nata a Nottingham, nel Nottinghamshire, e ha studiato recitazione sin da giovane. I nonni paterni sono di origine abruzzese, provenienti dalle cittadine di San Martino sulla Marrucina e Guardiagrele.
Dopo aver partecipato in ruoli minori in diverse produzioni televisive, nel 2008 entra nel cast principale della soap opera The Royal Today. Tra il 2009 e il 2011 è nel cast principale della serie televisiva Casualty. Tra il 2016 e il 2018 acquista notorietà interpretando Amy Flowers nella serie televisiva Flowers di Channel 4.
Nel 2018 appare nella serie televisiva Into the Badlands. Nel 2019 è nel cast del film Yesterday di Danny Boyle. Nel 2019 è entrata nel cast della serie televisiva Loki, ambientata nel Marvel Cinematic Universe e disponibile su Disney+ da giugno 2021.
Dal 2009 è legata sentimentalmente all'attore Will Sharpe, con cui ha avuto due figli.

## Filmografia

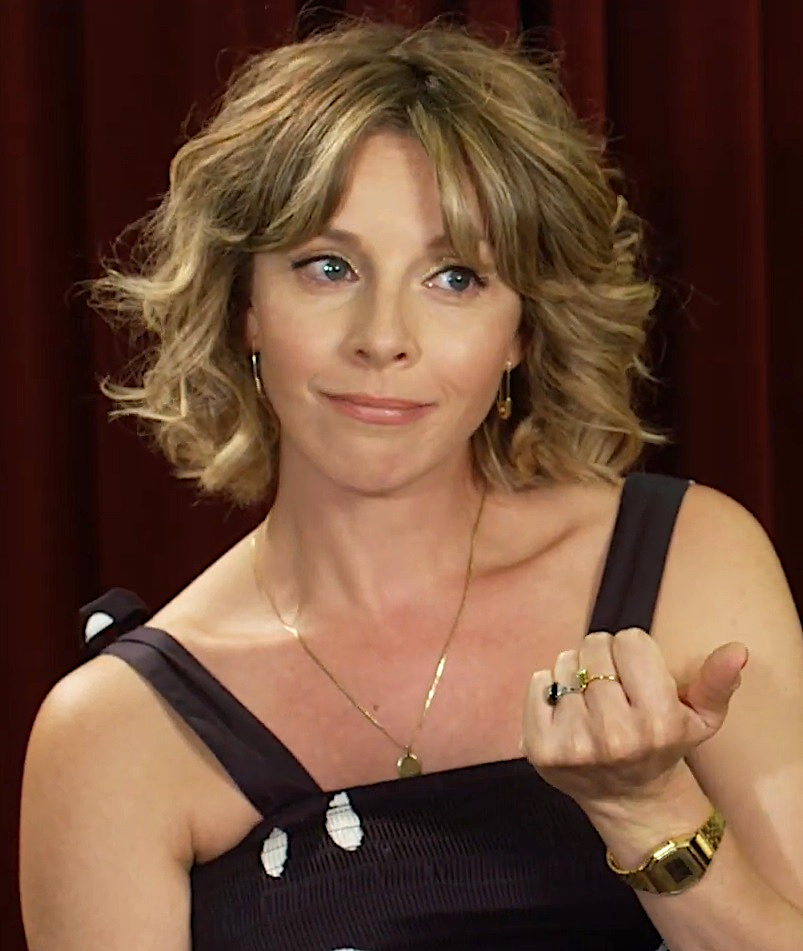
di Martino nel 2021

### Cinema
- Black Pond, regia di Tom Kingsley e Will Sharpe (2011)
- Una notte con la regina (A Royal Night Out) , regia di Julian Jarrold (2015)
- Draw on Sweet Night, regia di Tony Britten (2015)
- The Darkest Universe, regia di Tom Kingsley e Will Sharpe (2016)
- Yesterday, regia di Danny Boyle (2019)
- Il visionario mondo di Louis Wain (The Electrical Life of Louis Wain), regia di Will Sharpe (2021)

### Televisione
- Holby City - serie TV, 1 episodio (2004)
- Doctors - serie TV, 1 episodio (2005)
- New Street Law - serie TV, 1 episodio (2006)
- Strictly Confidential - serie TV, 1 episodio (2006)
- Ideal - serie TV, 2 episodi (2007-09)
- Heartbeat - serie TV, 1 episodio (2007)
- The Marchioness Disaster - film TV (2007)
- The Royal Today - serie TV, 46 episodi (2008)
- Spooks: Code 9 - serie TV, 1 episodio (2008)
- Survivors - serie TV, 1 episodio (2008)
- Boy Meets Girl, miniserie TV, 1 episodio (2009)
- Casualty - serie TV, 83 episodi (2009-11)
- The Road to Coronation Street - film TV (2010)
- Eternal Law - serie TV, 1 episodio (2012)
- Great Night Out - serie TV, 1 episodio (2013)
- Southcliffe - miniserie TV, 1 episodio (2013)
- Mount Pleasant - serie TV, 8 episodi (2013)
- Friday Night Dinner - serie TV, 1 episodio (2014)
- 4 O'Clock Club - serie TV, 10 episodi (2014)
- Hetty Feather - serie TV, 1 episodio (2015)
- The Job Lot - serie TV, 1 episodio (2015)
- Spencer Jones Christmas - film TV (2015)
- L'ispettore Barnaby (Midsomer Murders) - serie TV, 1 episodio (2016)
- Flowers - serie TV, 12 episodi (2016-18)
- Election Spy - serie TV, 9 episodi (2017)
- The Jonah Man - film TV (2017)
- Crackanory - serie TV, 1 episodio (2017)
- Into the Badlands, 2 episodi (2018)
- Click & Collect - film TV (2018)
- Testimoni silenziosi (Silent Witness) - serie TV, 2 episodi (2020)
- Hitmen - serie TV, 1 episodio (2020)
- Loki - serie TV, 12 episodi (2021-2023)

## Riconoscimenti
- Critics' Choice Awards
  - 2024 - Candidatura alla miglior attrice non protagonista in una serie drammatica per Loki
- MTV Movie & TV Awards
  - 2022 - Miglior team per Loki
  - 2022 - Miglior performance rivelazione per Loki

## Doppiatrici italiane
Nelle versioni in italiano dei suoi lavori, Sophia Di Martino è stata doppiata da:
- Sabrina Duranti in Il visionario mondo di Louis Wain
- Sophia De Pietro in Yesterday
- Martina Felli in Loki